# Славянский бульвар (платформа)
Славя́нский бульва́р — остановочный пункт Белорусского направления Московской железной дороги и Белорусско-Савёловского диаметра в Москве.

## Строительство
Остановочный пункт построен в рамках организации ускоренного движения на участке Москва-Пассажирская-Смоленская — Одинцово между станциями Фили и Кунцево I.
Строительство началось в 2018 году в болотистом, обводнённом грунте и продолжалось 2 года. Остановочный пункт открыт 29 июня 2020 года.

Инвестиционная стоимость всего объекта пассажирской железнодорожной инфраструктуры составляет около 3 млрд рублей.

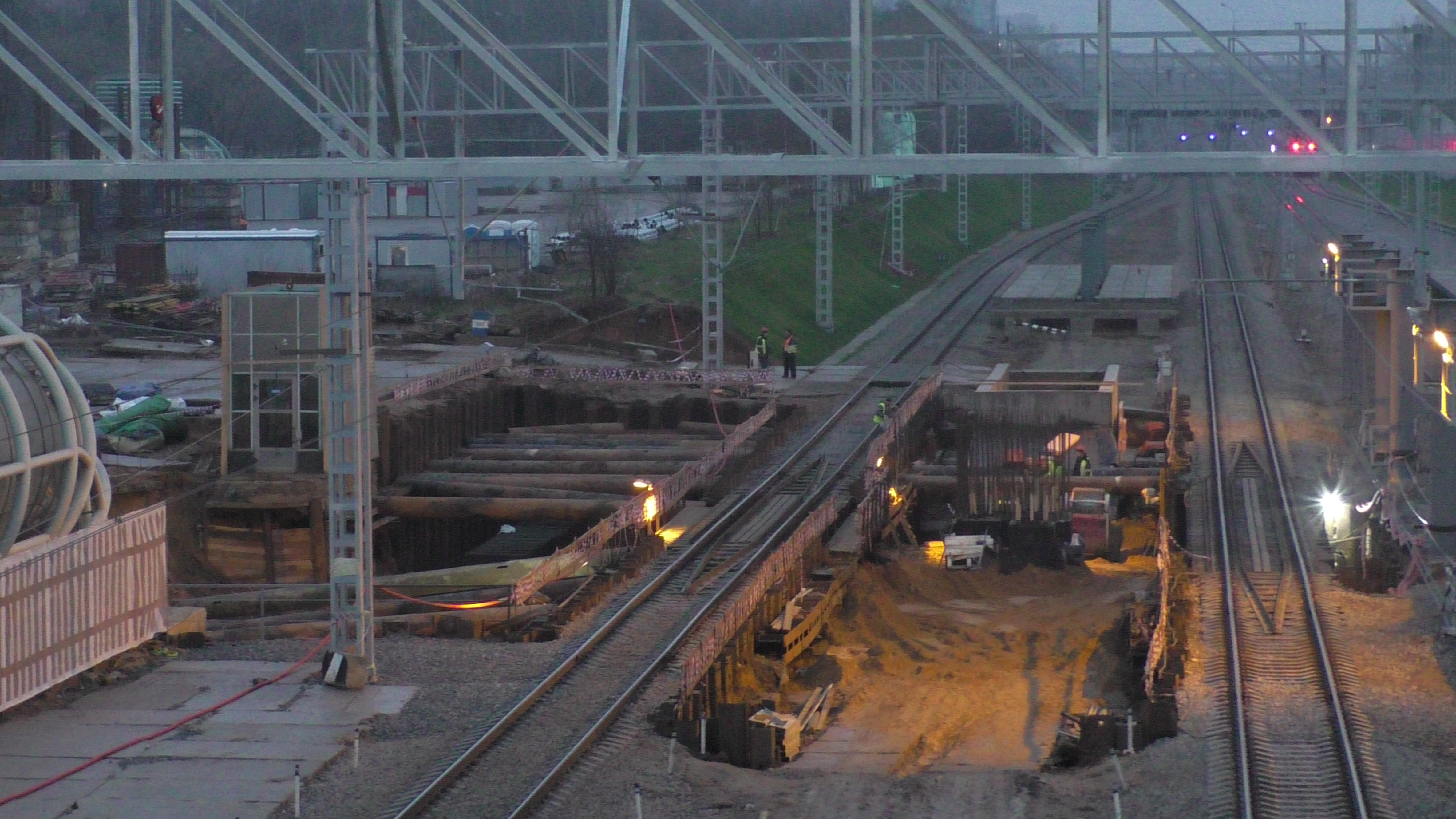
Строительство входов в подземный переход с платформ, 2019 г.
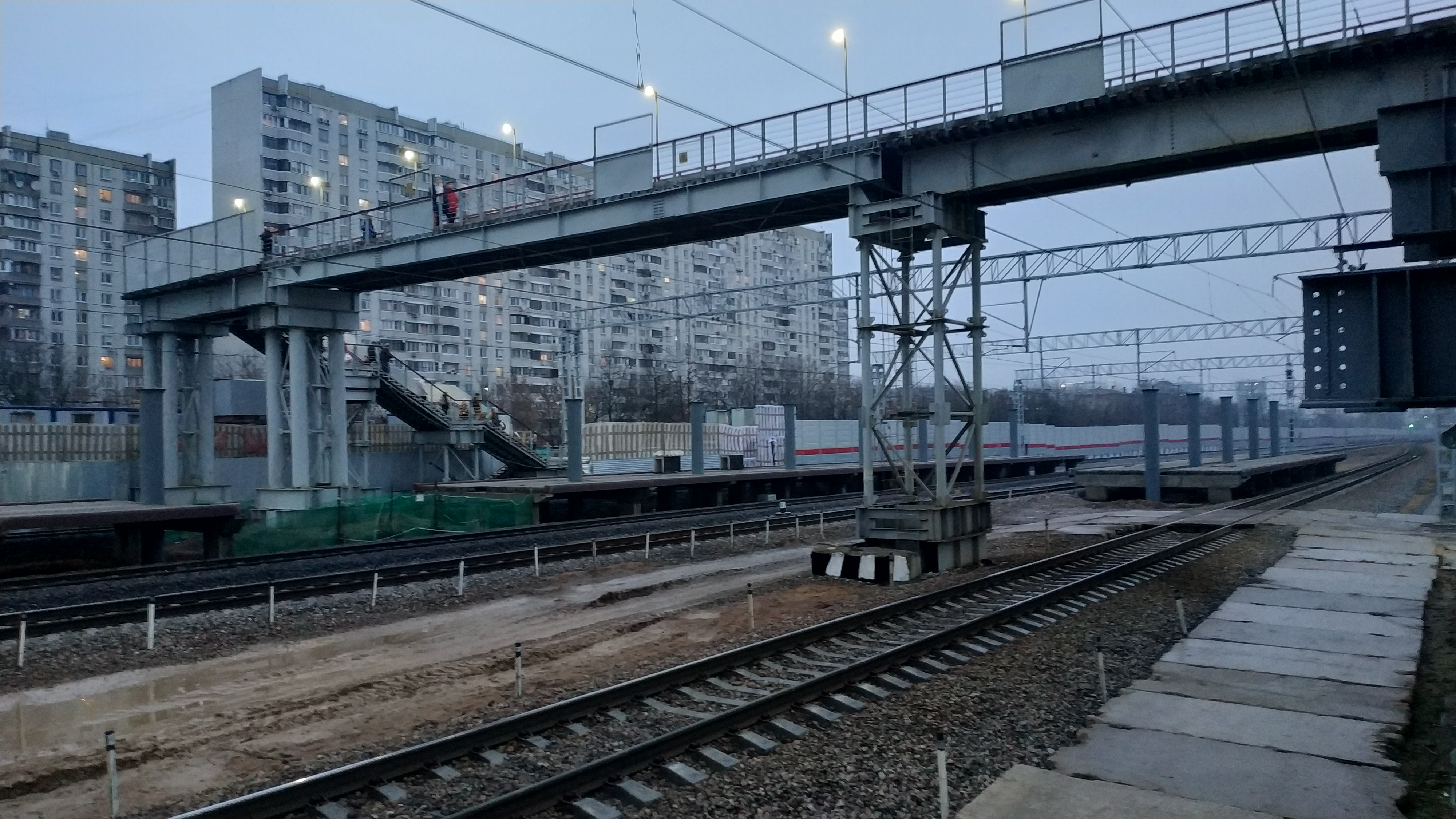
Платформа на этапе строительства, 2019 г.
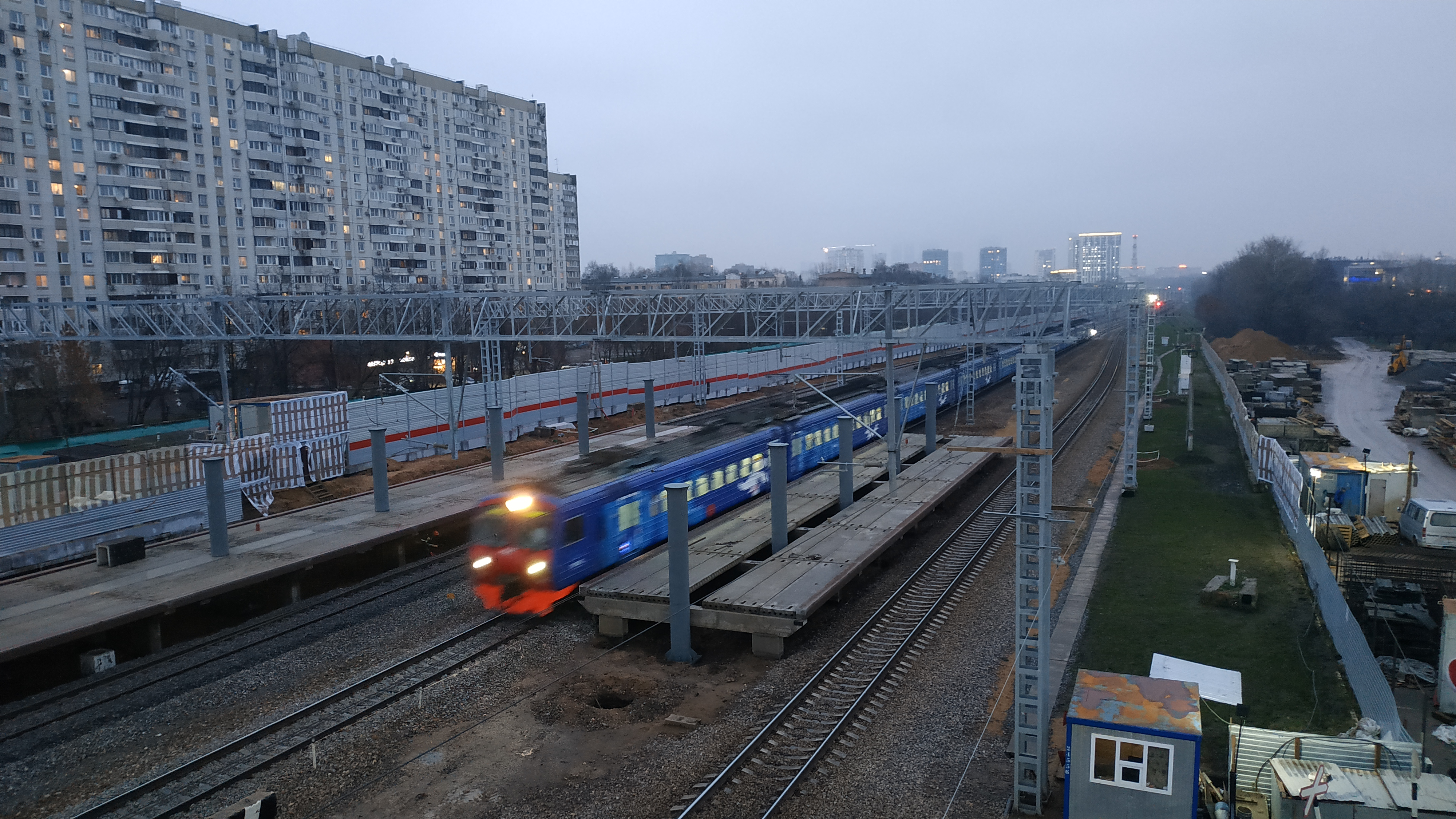
Экспресс РЭКС проходит мимо строящейся платформы, 2019 г.
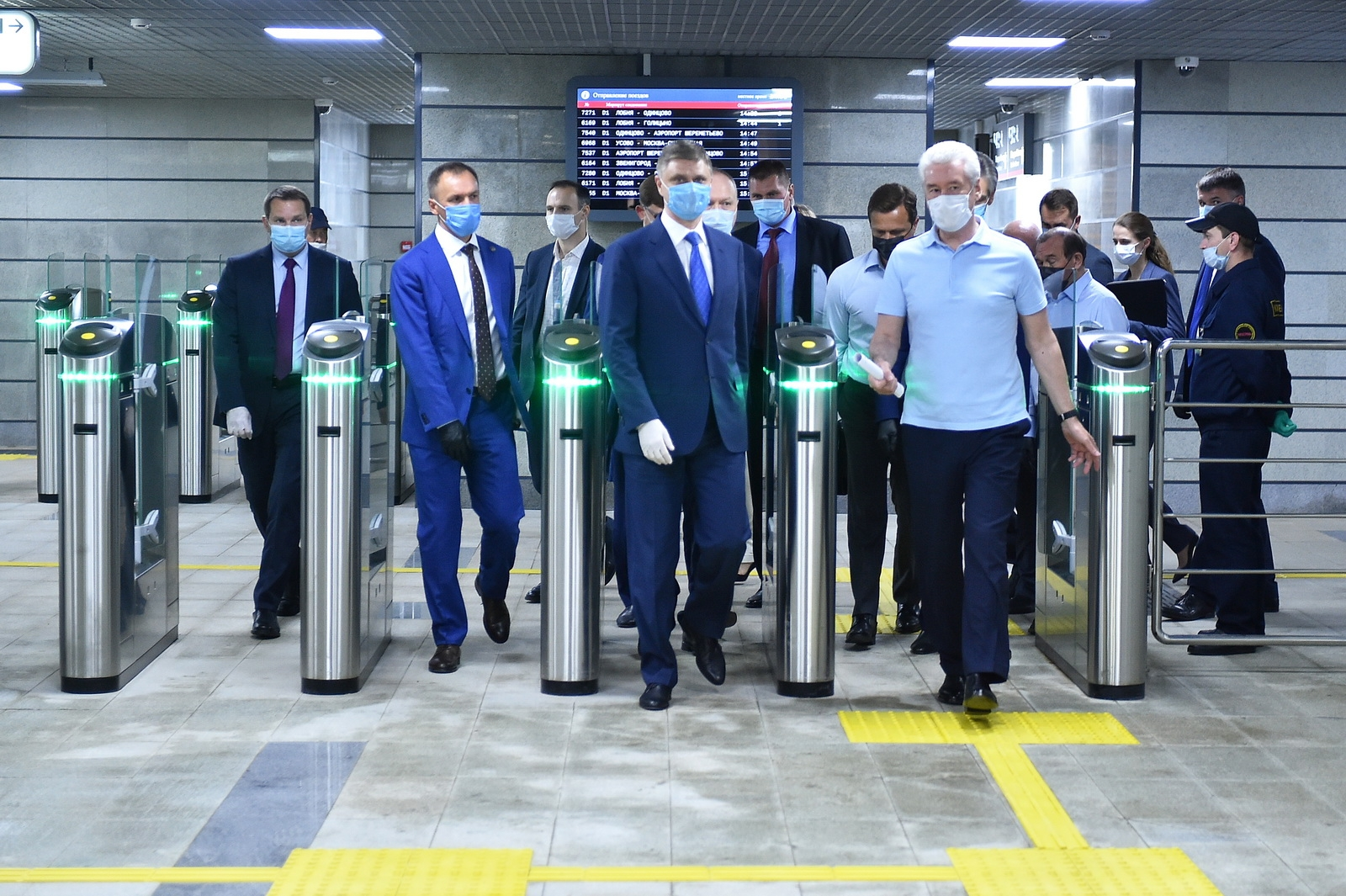
Открытие станции Сергеем Собяниным
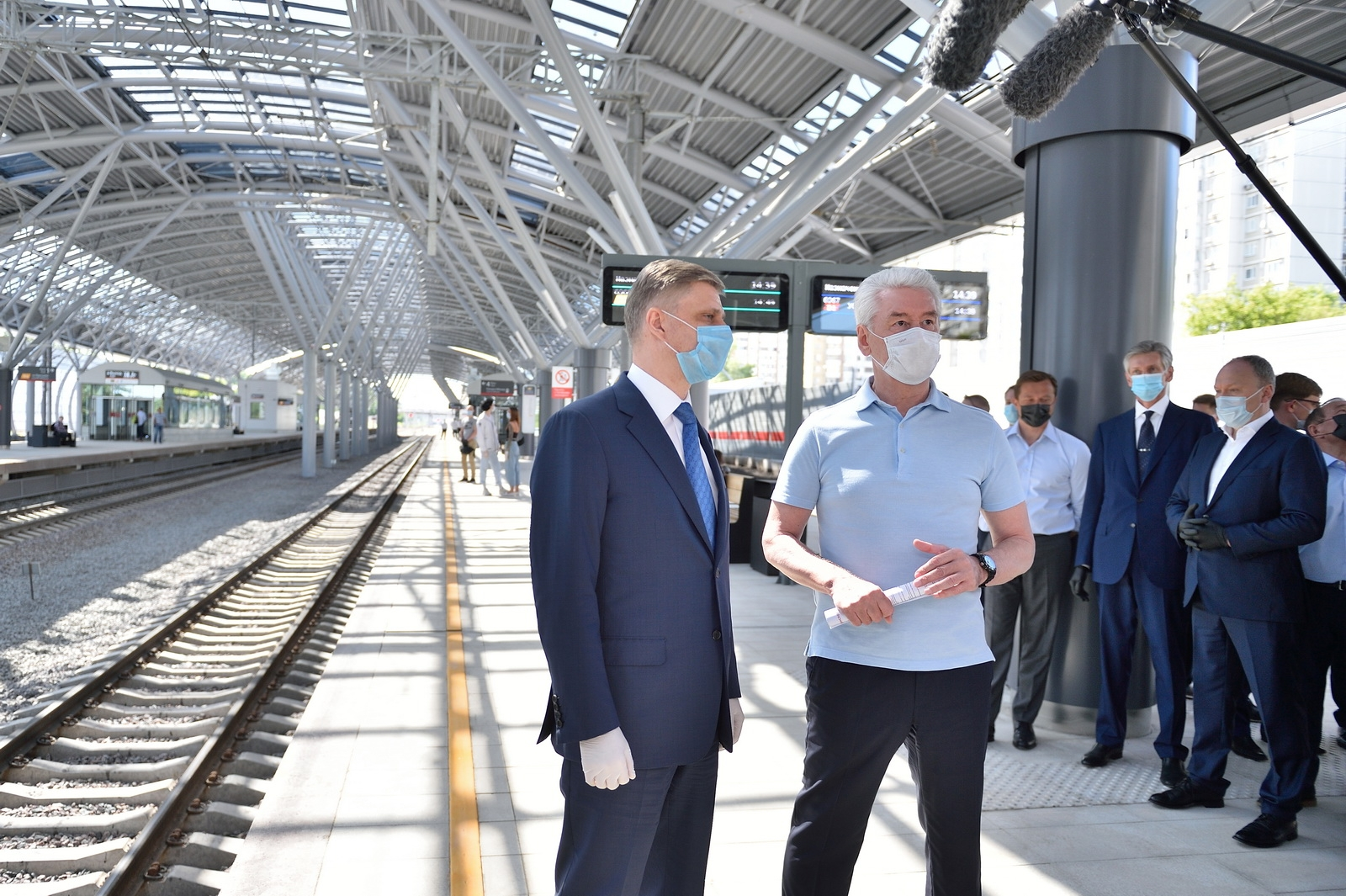
Открытие станции

## Описание

### Расположение
Остановочный пункт располагается между Кутузовским проспектом (на юге) и улицей Герасима Курина (на севере). Со стороны Кутузовского проспекта к остановочному пункту примыкает Можайский плодовый сад.

### Инфраструктура
Общая площадь застройки объекта составляет максимальные для одной станции МЦД 17 тыс. м², в том числе 4 тыс. м² занимают тоннели и подземные помещения. Площадь покрытия гранитом составляет 11 тыс. м².

Остановочный пункт имеет две высокие островные платформы из гранита длиной 300 м каждая с доступом ко всем 4 главным путям. Платформы связаны подземным тоннелем с одноимённой станцией метро.

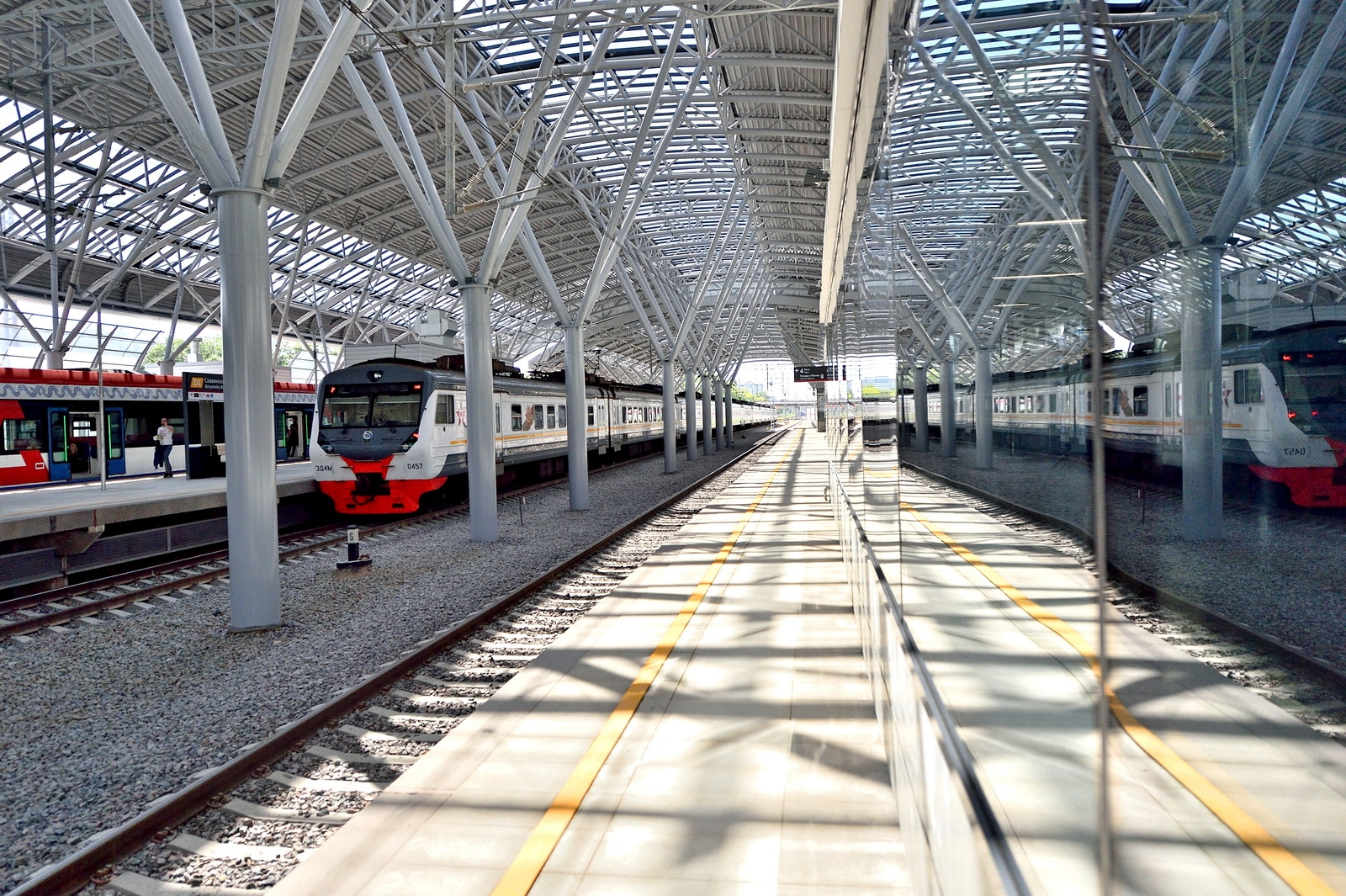
Вид на первую платформу
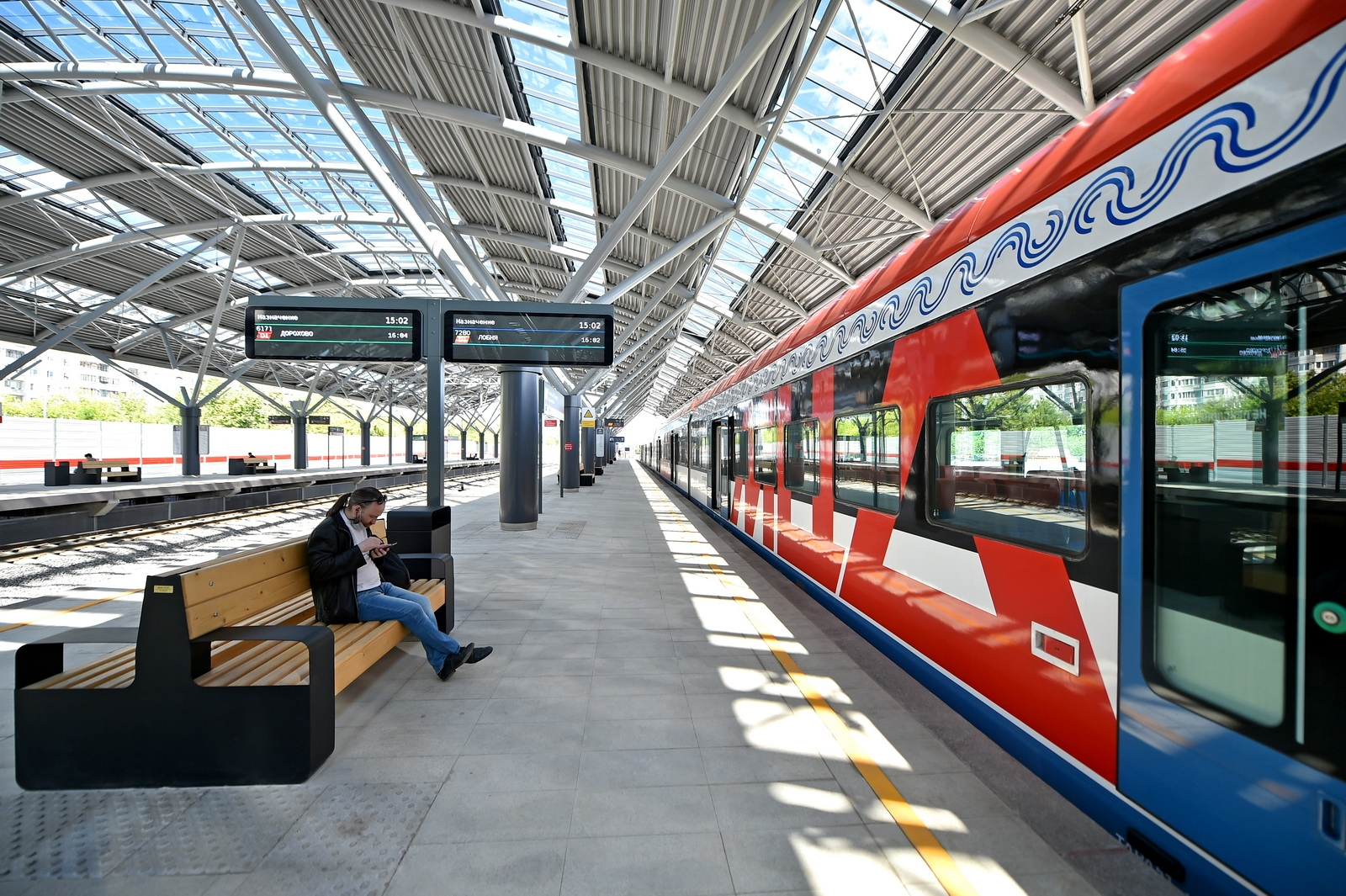
Вид на вторую платформу
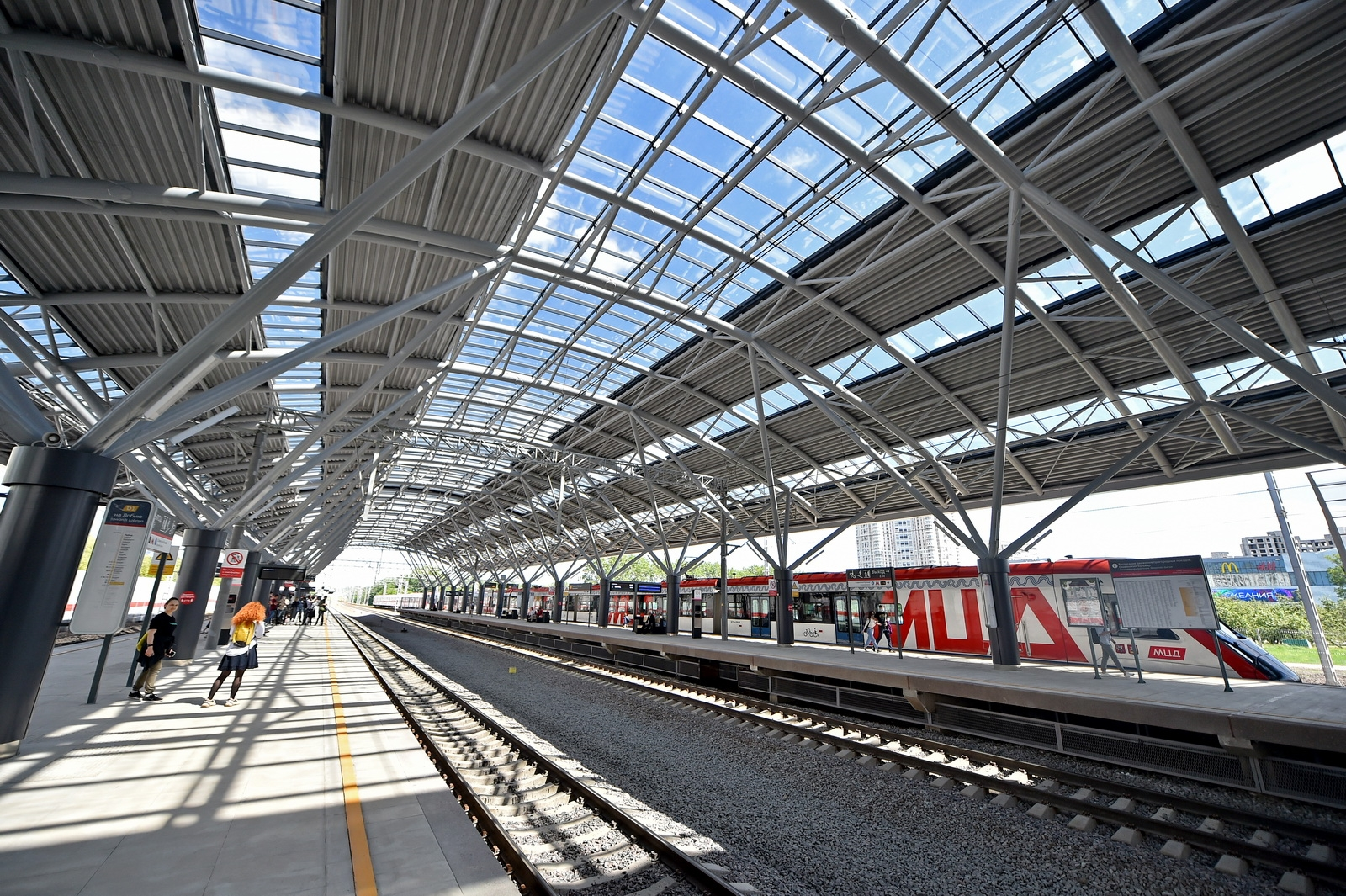
Вид на обе платформы

Особенностью остановочного пункта является трёхкупольная сферическая стеклометаллическая прозрачная крыша площадью 15 тыс. м² и наибольшей высотой в центральном куполе 16,5 м, которую поддерживают объёмные радиусные фермы, похожие на зонтичные деревья. Крыша весит 520 тонн, а поддерживающие её фермы — 1200 тонн. 

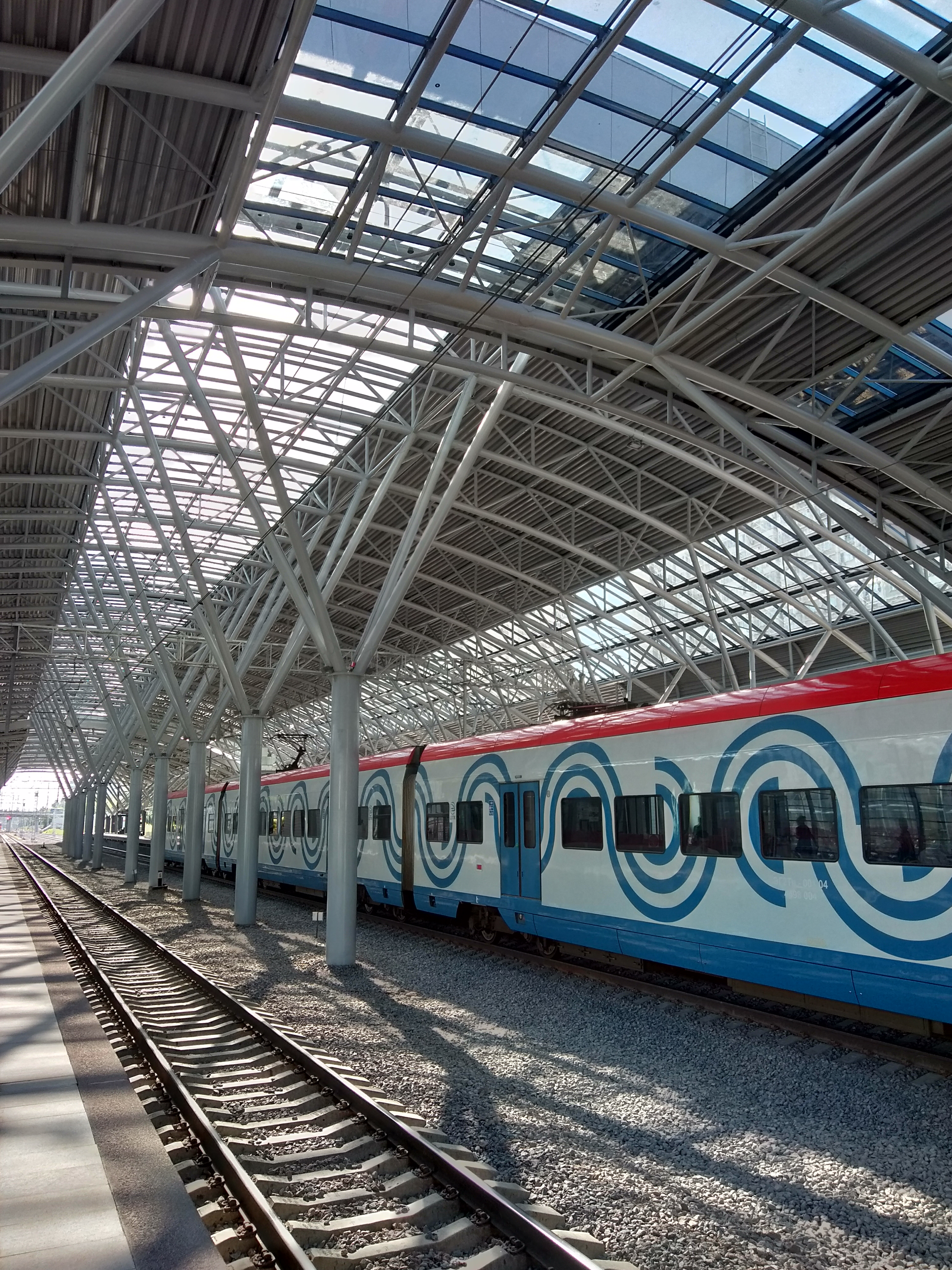
Вид на крышу изнутри
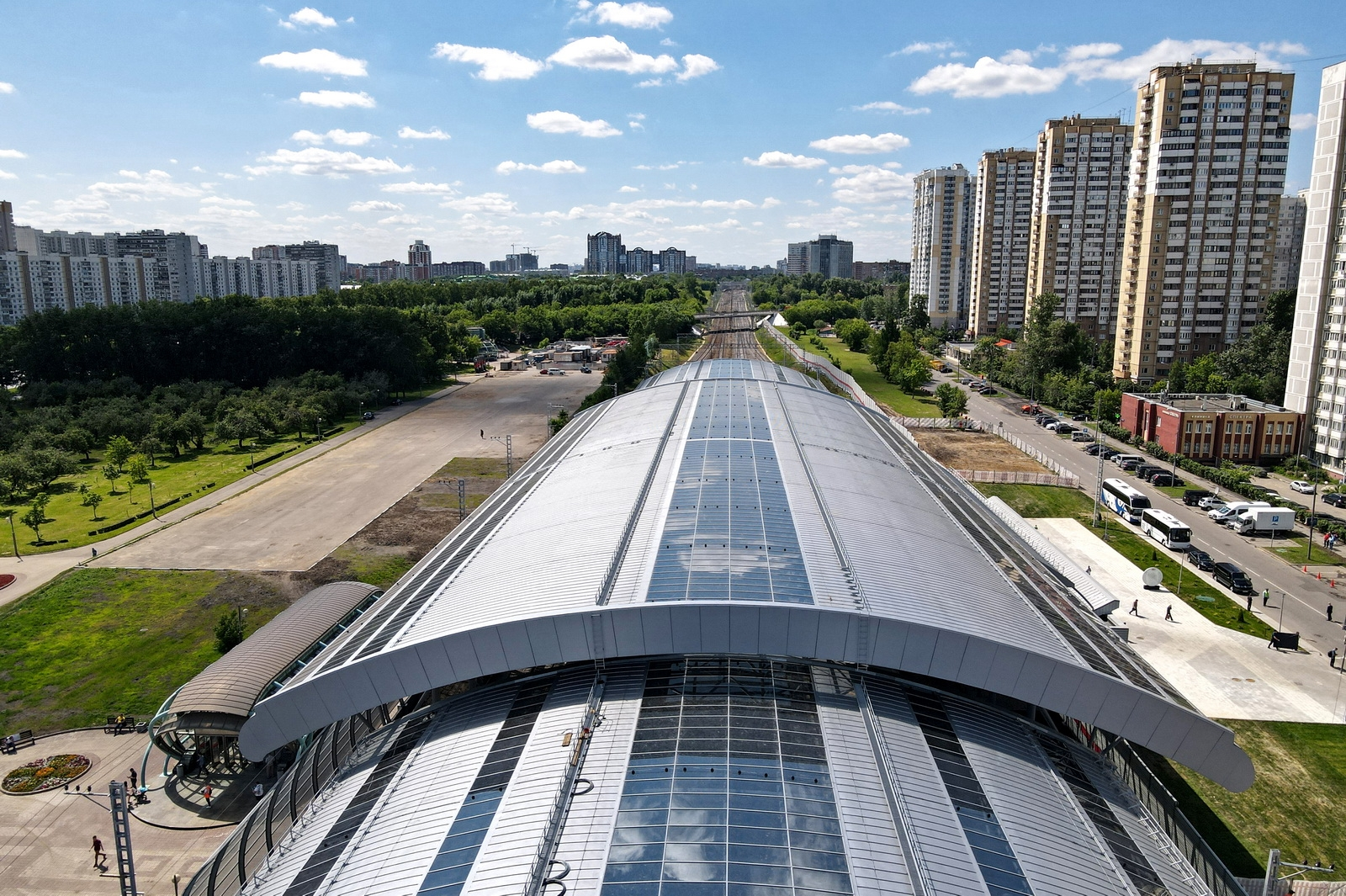
Крыша остановочного пункта сверху

Остановочный пункт оборудован турникетами, имеются кассы и билетопечатающие автоматы.

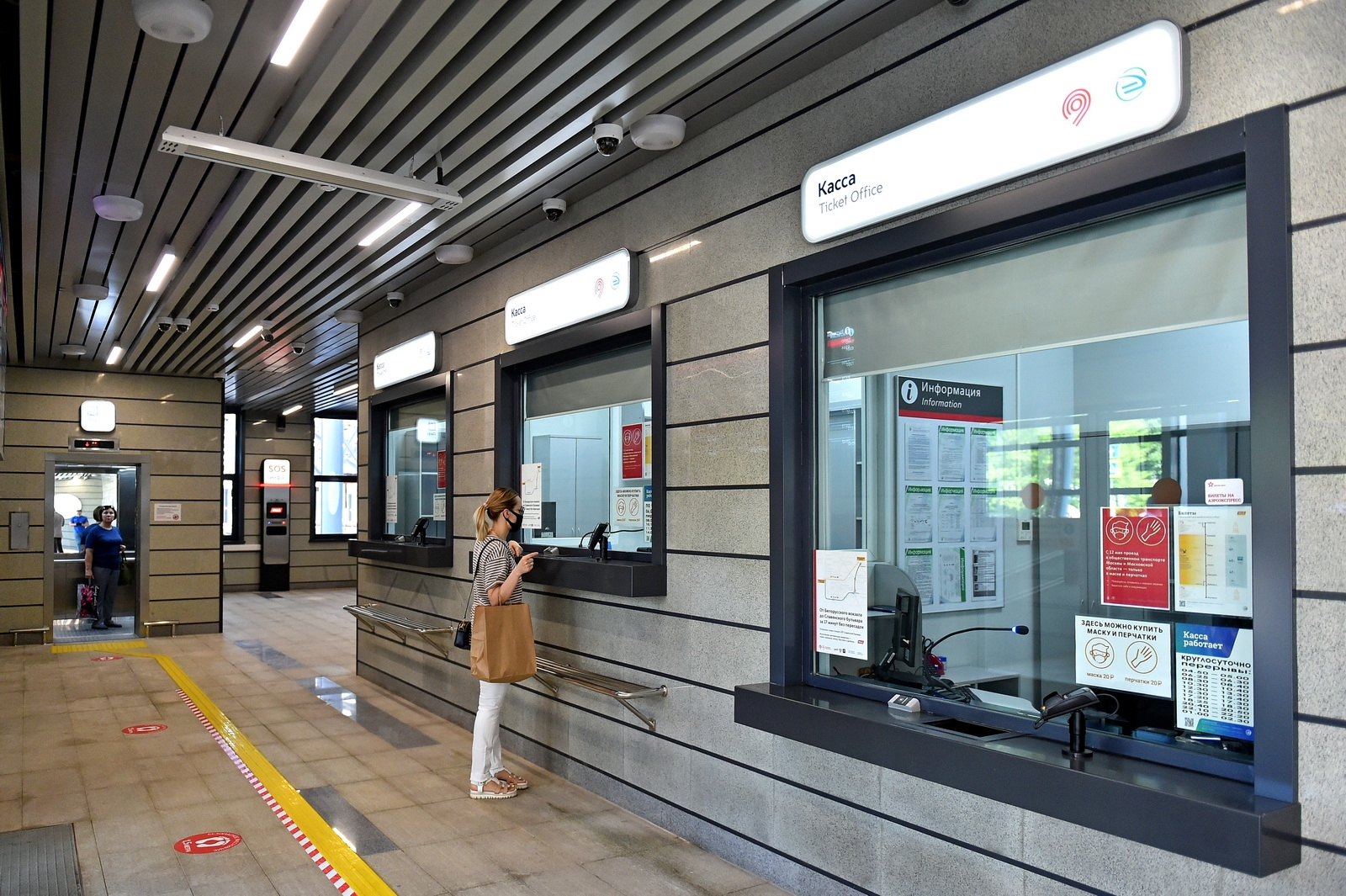
Кассы остановочного пункта
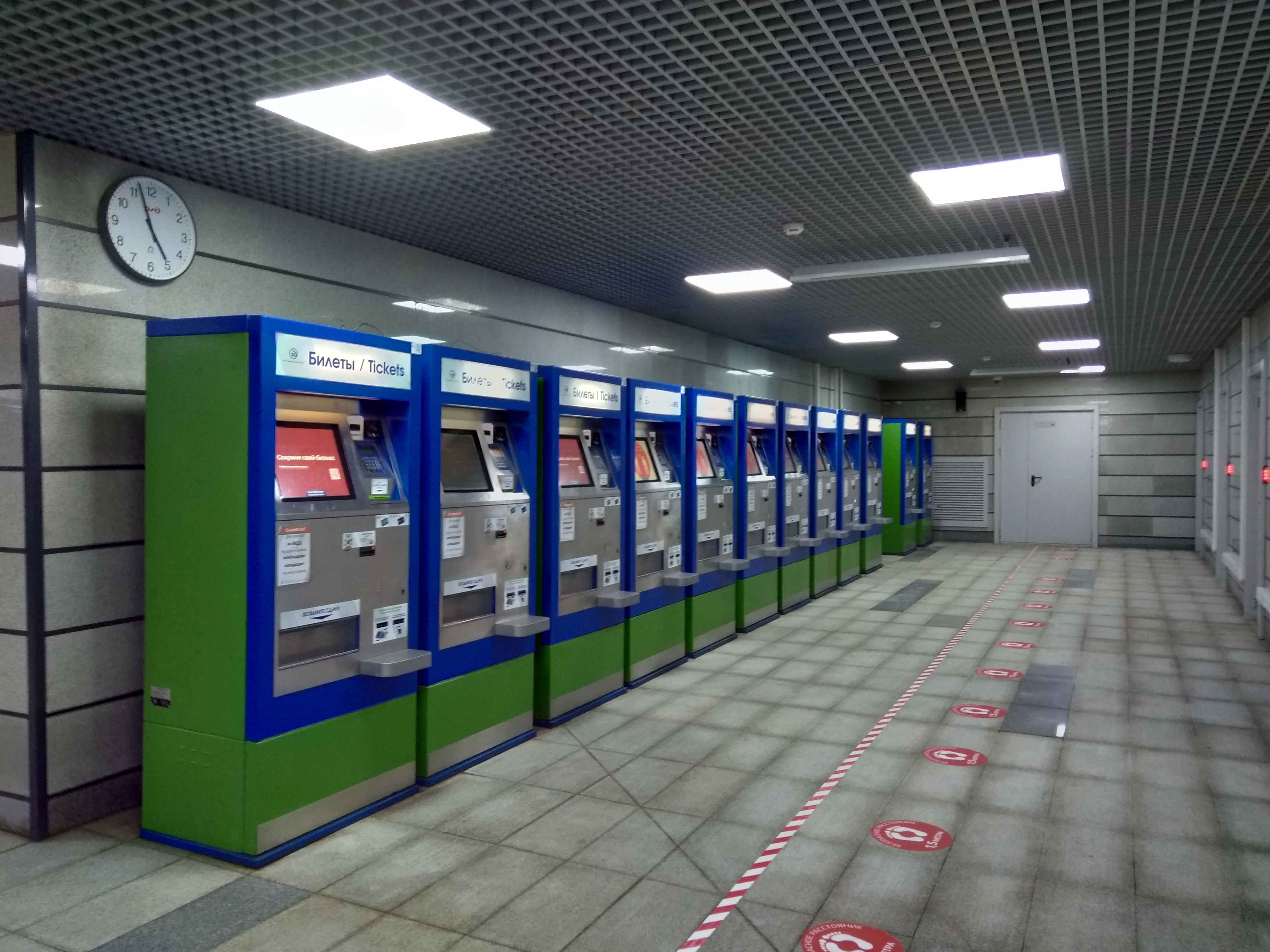
Зал билетопечатающих автоматов
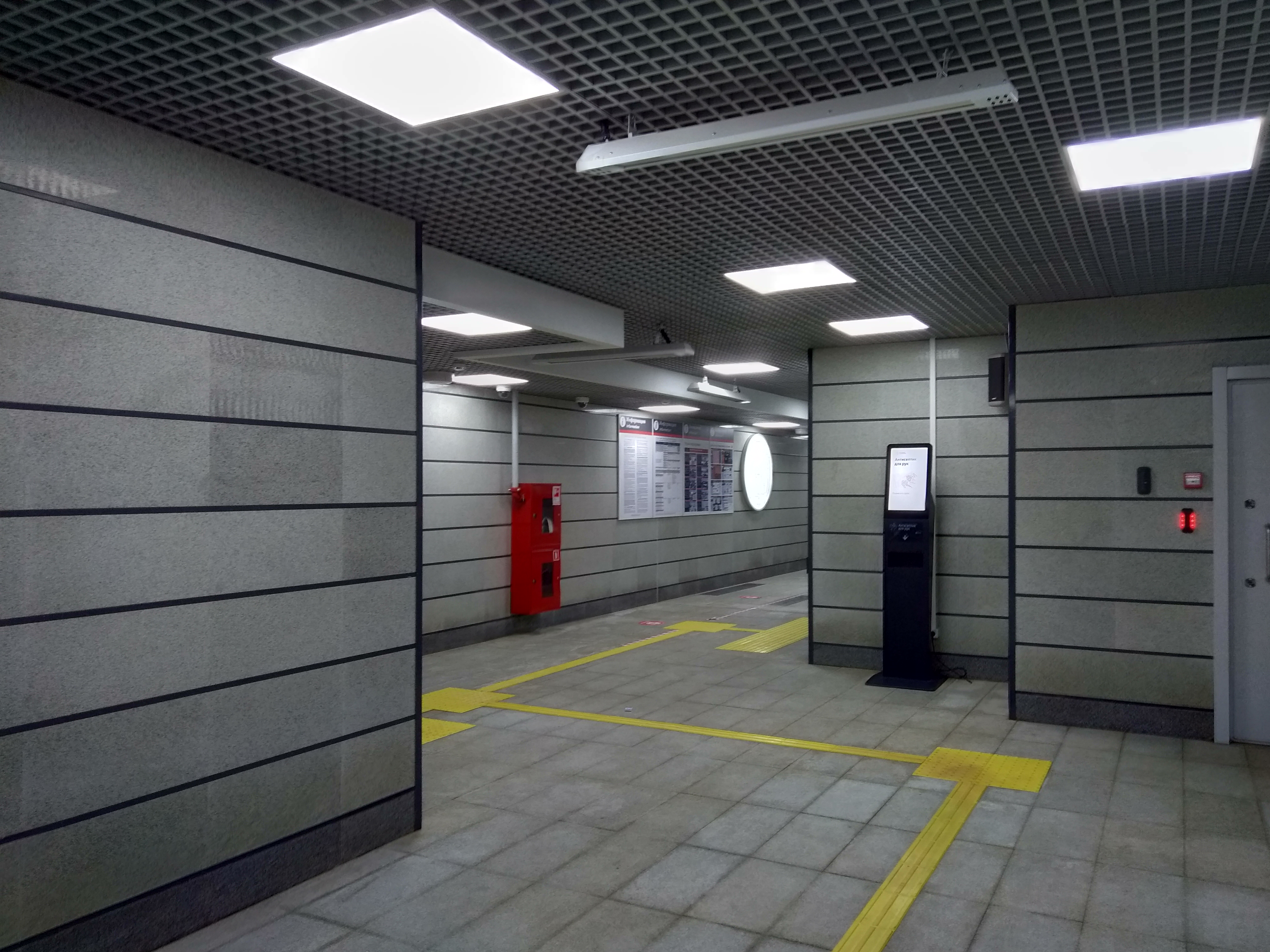
Подземный зал станции

Подъём на платформы и спуск с них обеспечивается лифтами и эскалаторами.

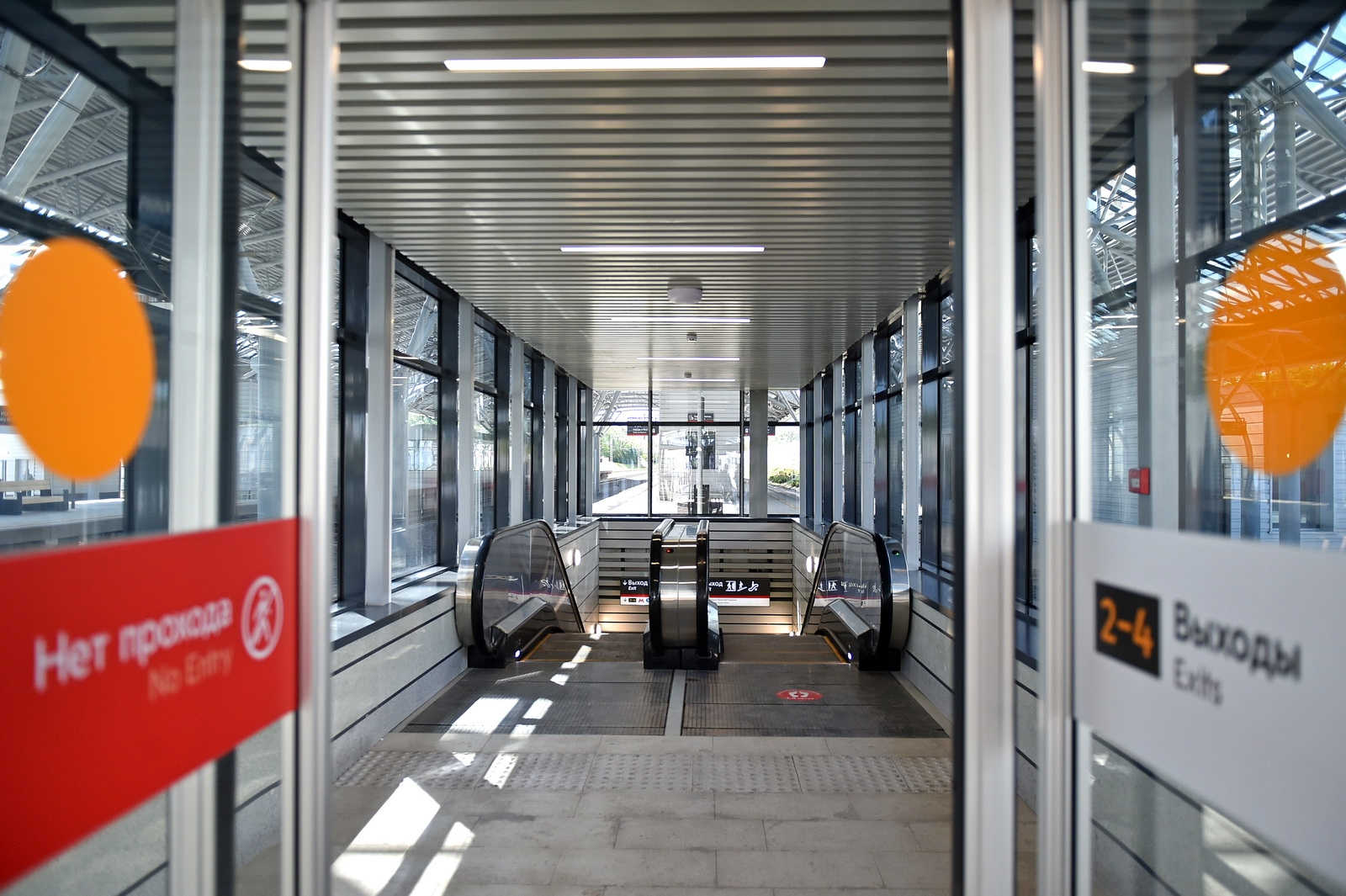
Выход на эскалаторы
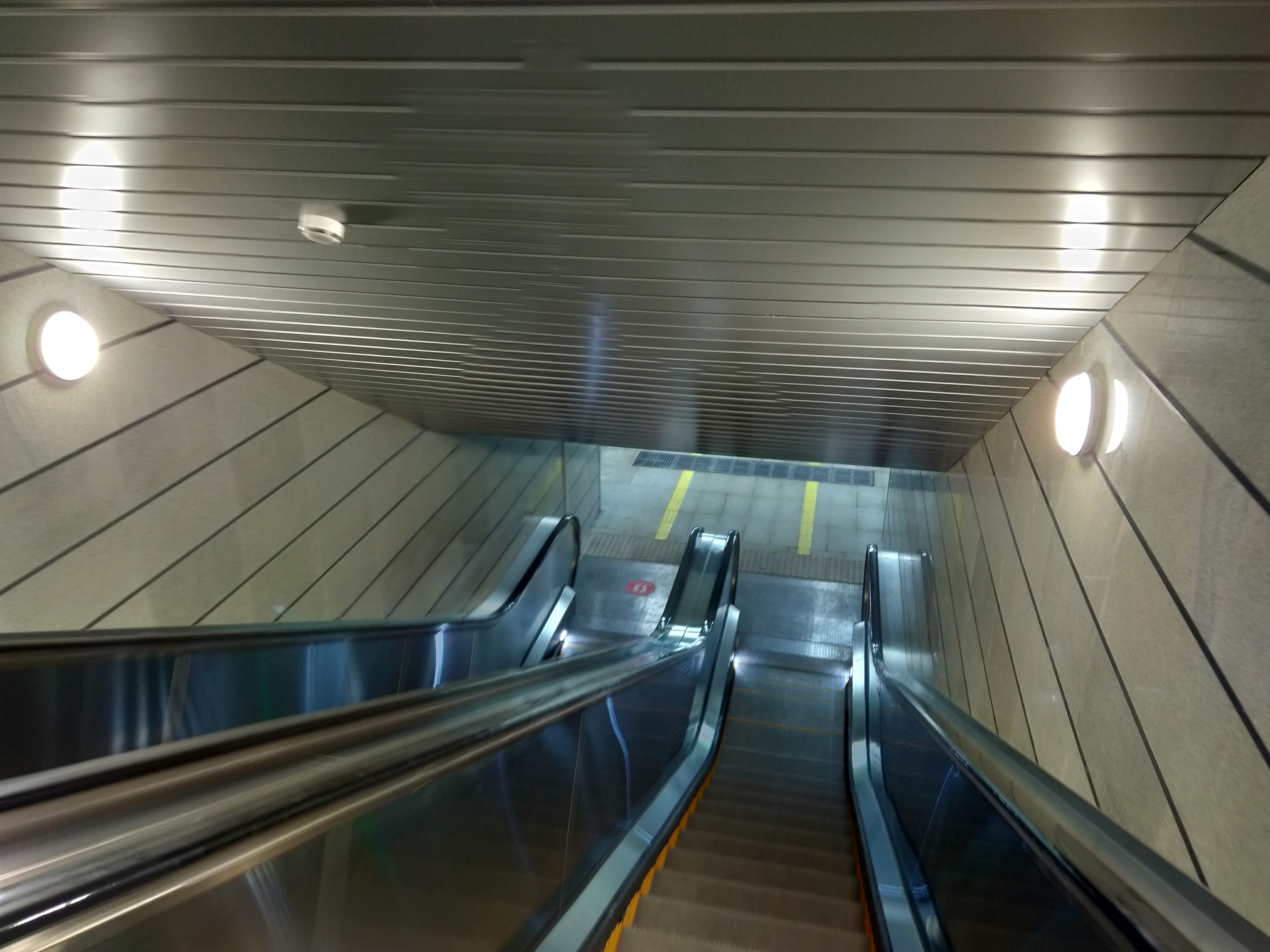
Вид с эскалатора

## Пассажирское движение
Входит в зону «Центральная» МЦД-1.
На платформе останавливаются все пригородные электропоезда МЦД-1, включая экспрессы РЭКС и Аэроэкспрессы.
Поезда дальнего следования следуют через остановочный пункт без остановок.

## Пересадки
На платформе можно выполнить пересадку на станцию метро Арбатско-Покровской линии «Славянский бульвар».
На этой станции можно пересесть на следующие маршруты городского пассажирского транспорта:
- Автобусы: 77, 103, 157, 157к, 221, 231, 240, 248, 325, 329, 341, 464, 641, 732, н2, Sk2

## Происшествия
3 июля 2020 года (на 4-й день после открытия) на эскалаторе провалилась ступенька. Пострадавших нет. Ремонт произведён в тот же день.